# 1. Wiener Neustädter SC
Ne doit pas être confondu avec le premier Wiener Neustädter SC (de), actif de 1908 à 2009.
Maillots
Le 1. Wiener Neustädter SC est un club de football autrichien basé à Wiener Neustadt.

## Historique
- 2008 : Fondation du club sous le nom du FC Magna Wiener Neustadt.
- 2009 : Renommé en SC Magna Wiener Neustadt.
- 2009 : Renommé en SC Wiener Neustadt.
- 2019 : Renommé en 1. Wiener Neustädter SC.

## Palmarès
- Championnat d'Autriche de deuxième division
  - Champion : 2009

- Coupe d'Autriche
  - Finaliste : 2010

## Logo

Logo de 2009 à 2011.
Logo depuis 2019.